# Prosoeca difficile
Prosoeca difficile är en tvåvingeart som först beskrevs av Joseph Charles Bequaert 1925.  Prosoeca difficile ingår i släktet Prosoeca och familjen Nemestrinidae.
Artens utbredningsområde är Zimbabwe. Inga underarter finns listade i Catalogue of Life.